# Kari Laukkanen
Kari Laukkanen (ur. 14 grudnia 1963 w Pielavesi) – piłkarz fiński grający na pozycji bramkarza. W swojej karierze rozegrał 49 meczów w reprezentacji Finlandii.

## Kariera klubowa
Karierę piłkarską Laukkanen rozpoczął w klubie Kuopion Palloseura. W 1982 roku awansował do kadry pierwszego zespołu i wtedy też zadebiutował w jego barwach w pierwszej lidze fińskiej. W KuPS grał do 1987 roku z przerwą na występy w sezonie 1986/1987 w belgijskim Cercle Brugge.
W 1987 roku Laukkanen wyjechał do RFN i został zawodnikiem klubu Stuttgarter Kickers. W klubie ze Stuttgartu był podstawowym bramkarzem i w sezonie 1987/1988 awansował z nim z drugiej do pierwszej ligi. W sezonie 1989/1990 ponownie grał z zespołem Kickers w drugiej lidze. W latach 1990–1995 bronił barw SV Waldhof Mannheim.
W 1995 roku Laukkanen wrócił do Finlandii i przez cztery sezony grał w drużynie FinnPa. W 1999 roku występował najpierw w HIK Hanko, a następnie w RiPS Riihimäe. Karierę kończył w 2000 roku w zespole NJS Nurmijärvi.
| Sezon   | Klub                | Kraj      | Rozgrywki      | Mecze | Bramki |
| ------- | ------------------- | --------- | -------------- | ----- | ------ |
| 1982    | Kuopion Palloseura  | Finlandia | Mestaruussarja | 21    | 0      |
| 1983    | Kuopion Palloseura  | Finlandia | Mestaruussarja | 20    | 0      |
| 1984    | Kuopion Palloseura  | Finlandia | Mestaruussarja | 22    | 0      |
| 1985    | Kuopion Palloseura  | Finlandia | Mestaruussarja | 21    | 0      |
| 1986    | Kuopion Palloseura  | Finlandia | Mestaruussarja | 21    | 0      |
| 1986/87 | Cercle Brugge       | Belgia    | Eerste klasse  | 24    | 0      |
| 1987    | Kuopion Palloseura  | Finlandia | Mestaruussarja | 11    | 0      |
| 1987/88 | Stuttgarter Kickers | RFN       | 2. Bundesliga  | 17    | 0      |
| 1988/89 | Stuttgarter Kickers | RFN       | Bundesliga     | 28    | 0      |
| 1989/90 | Stuttgarter Kickers | RFN       | 2. Bundesliga  | 37    | 0      |
| 1990/91 | SV Waldhof Mannheim | RFN       | 2. Bundesliga  | 14    | 0      |
| 1991/92 | SV Waldhof Mannheim | Niemcy    | 2. Bundesliga  | 30    | 0      |
| 1992/93 | SV Waldhof Mannheim | Niemcy    | 2. Bundesliga  | 42    | 0      |
| 1993/94 | SV Waldhof Mannheim | Niemcy    | 2. Bundesliga  | 28    | 0      |
| 1994/95 | SV Waldhof Mannheim | Niemcy    | 2. Bundesliga  | 31    | 0      |
| 1995    | FinnPa              | Finlandia | Veikkausliiga  | 11    | 0      |
| 1996    | FinnPa              | Finlandia | Veikkausliiga  | 24    | 0      |
| 1997    | FinnPa              | Finlandia | Veikkausliiga  | 22    | 3      |
| 1998    | FinnPa              | Finlandia | Veikkausliiga  | 20    | 0      |
| 1999    | HIK Hanko           | Finlandia | Ykkönen        | 9     | 0      |
| 1999    | RiPS Riihimäe       | Finlandia | Ykkönen        | 10    | 0      |
| 2000    | NJS Nurmijärvi      | Finlandia | Kakkonen       | 1     | 0      |

## Kariera reprezentacyjna
W reprezentacji Finlandii Laukkanen zadebiutował 17 lutego 1985 roku w przegranym 1:3 towarzyskim meczu z Ekwadorem. W swojej karierze grał w eliminacjach do Euro 88, MŚ 1990, MŚ 1994 i Euro 96. Od 1985 do 1997 roku rozegrał w kadrze narodowej 49 meczów.